# 蘭加諾湖
蘭加諾湖，是埃塞俄比亞奧羅米亞州的湖泊，位於東非大裂谷，海拔1,585米，為熱門度假地。
根據埃塞俄比亞中央統計局資料，蘭加諾湖長18公里、闊16公里，湖泊面積230平方公里，最大深度為46米，集水區1,600平方公里。
兩次震央距離蘭加諾湖不遠的地震，分別為1906年黎克特制6.8級地震和1985年黎克特制6.2級地震。